# Matt Stone
Matthew Richard (Matt) Stone (Houston, 26 mei 1971) is een Amerikaans animator, filmregisseur, scenarioschrijver, acteur en stemacteur. Samen met Trey Parker is hij bedenker van de animatieserie South Park.
Stone is geboren in Houston, Texas. Hij studeerde zowel film als wiskunde aan de Universiteit van Colorado te Boulder. Samen met Trey Parker, die aan dezelfde universiteit studeerde, maakte hij in 1992 de korte animatiefilm Jesus vs. Frosty. Hierin komen voor het eerst een paar van de personages voor die later in South Park zouden terugkeren.
Samen met Parker schrijft Stone de bekende satirische animatieserie South Park. In deze serie over een groepje jonge vrienden spreekt hij ook de stem in van onder andere Kenny McCormick en Kyle Broflovski. In de serie ontlenen de ouders van deze laatste hun voornaam aan die van Stones eigen ouders (Gerald en Sheila), en is het karakter van Kyle deels gebaseerd op Stone zelf. South Park wordt sinds 1997 uitgezonden. In 1999 verscheen de film South Park: Bigger, Longer & Uncut die gebaseerd is op de serie. Samen met Parker speelt Stone in de band DVDA die veel van de liedjes uit South Park verzorgt.
Stone noemt zichzelf atheïst.